# Östra Öresjön
Östra Öresjön är en sjö i Marks kommun i Västergötland och ingår i Viskans huvudavrinningsområde. Sjön är 17 meter djup, har en yta på 7,86 kvadratkilometer och befinner sig 58 meter över havet. Sjön avvattnas av vattendraget Slottsån (Torestorpsån).

## Delavrinningsområde
Östra Öresjön ingår i det delavrinningsområde (637270-131252) som SMHI kallar för Utloppet av Östra Öresjön. Medelhöjden är 94 meter över havet och ytan är 31,37 kvadratkilometer. Räknas de 13 avrinningsområdena uppströms in blir den ackumulerade arean 411,05 kvadratkilometer. Slottsån (Torestorpsån) som avvattnar avrinningsområdet har biflödesordning 2, vilket innebär att vattnet flödar genom totalt 2 vattendrag innan det når havet efter 50 kilometer. Avrinningsområdet består mestadels av skog (57 %). Avrinningsområdet har 8,46 kvadratkilometer vattenytor vilket ger det en sjöprocent på 26,9 %. Bebyggelsen i området täcker en yta av 0,3 kvadratkilometer eller 1 % av avrinningsområdet.